# マーブルゴビー
マーブルゴビー（Marble Goby）は、ノコギリハゼ科に分類される淡水魚。原産地の東南アジアの他、中国などで養殖され、食用に利用されている。

## 生態
東南アジア原産の淡水魚。熱帯の水深10m以下の川や沼などに生息する。メコン川流域、チャオプラヤー川流域、マレー半島、フィリピン、インドネシアなどに分布する。
ハゼ亜目の中で最も大型となる種である。通常、成魚の全長は約30cm程度であるが、最大で80cm近くになることもある。
胴体はやや寸詰まりな円筒形で、頭部は比較的大きい。背鰭や尾びれを含む全身に、黄色から淡褐色の地に濃褐色から黒い不規則な斑点模様がある。鋭い歯を持ち、小魚、エビ、水生昆虫などを餌にする。腹びれは吸盤状でない。特に昼間には、動きが緩慢である。川底の泥や砂礫の中に身を隠す習性がある。

## 名称
日本では和名はなく、英語に従ってマーブルゴビーと呼ばれている。タイ語では「ปลาบู่ทราย」「ปลาบู่ทอง」「ปลาบู่เอื้อย」、マレー語では「Ikan Ketutu」、ベトナム語では「Cá bống tượng」、中国語では「筍殻魚」と呼ばれる。「筍殻」は筍の皮を意味するが、模様の類似による。中国語を英語に訳したbamboo fishという俗称もある。なお、「筍殻魚」という名前はメバル類を指すこともあるので混同しないようにする必要がある。
学名のシノニムに下記がある。
- Bostrichthys marmoratus Bleeker, 1852
- Callieleotris platycephalus Fowler, 1934
- Eleotris marmorata Bleeker, 1852
- Gigantogobius jordani Fowler, 1905
- Oxyelectris marmoratus Bleeker, 1852

## 養殖
1990年、JICAの水産養殖専門家瀬尾重治が本種の人工種苗生産に世界で初めて成功し、マレーシア農科大学に技術移転を行った。
その後、マレーシア国内だけでなく、タイ、カンボジア、ベトナム、台湾などに導入され、ついで中国南部でも養殖が行われるようになった結果、現在ではこれらの地域で、食用として流通するようになっている。
また、試験的なものも含めるとアメリカ合衆国、オランダ、ドイツ、トンガなどにも導入されている。

## 利用
食用に利用されている。肉食性の白身の魚のため、くせがなく、淡泊な味わいが特徴で、美味との評価が高い。くせがないため、蒸し魚にして、持ち味を生かすことが多い。
観賞魚としても輸入されており、金色や銀色に近い色の個体は珍重される。